# بخش د سن آندرس د گیلز
بخش د سن آندرس د گیلز (به اسپانیایی: Partido de San Andrés de Giles) یک منطقهٔ مسکونی در آرژانتین است که در استان بوئنوس آیرس واقع شده‌است. بخش د سن آندرس د گیلز ۱٬۱۳۵ کیلومتر مربع مساحت و ۲۳٬۰۲۷ نفر جمعیت دارد.